# Wilhelm Miklas

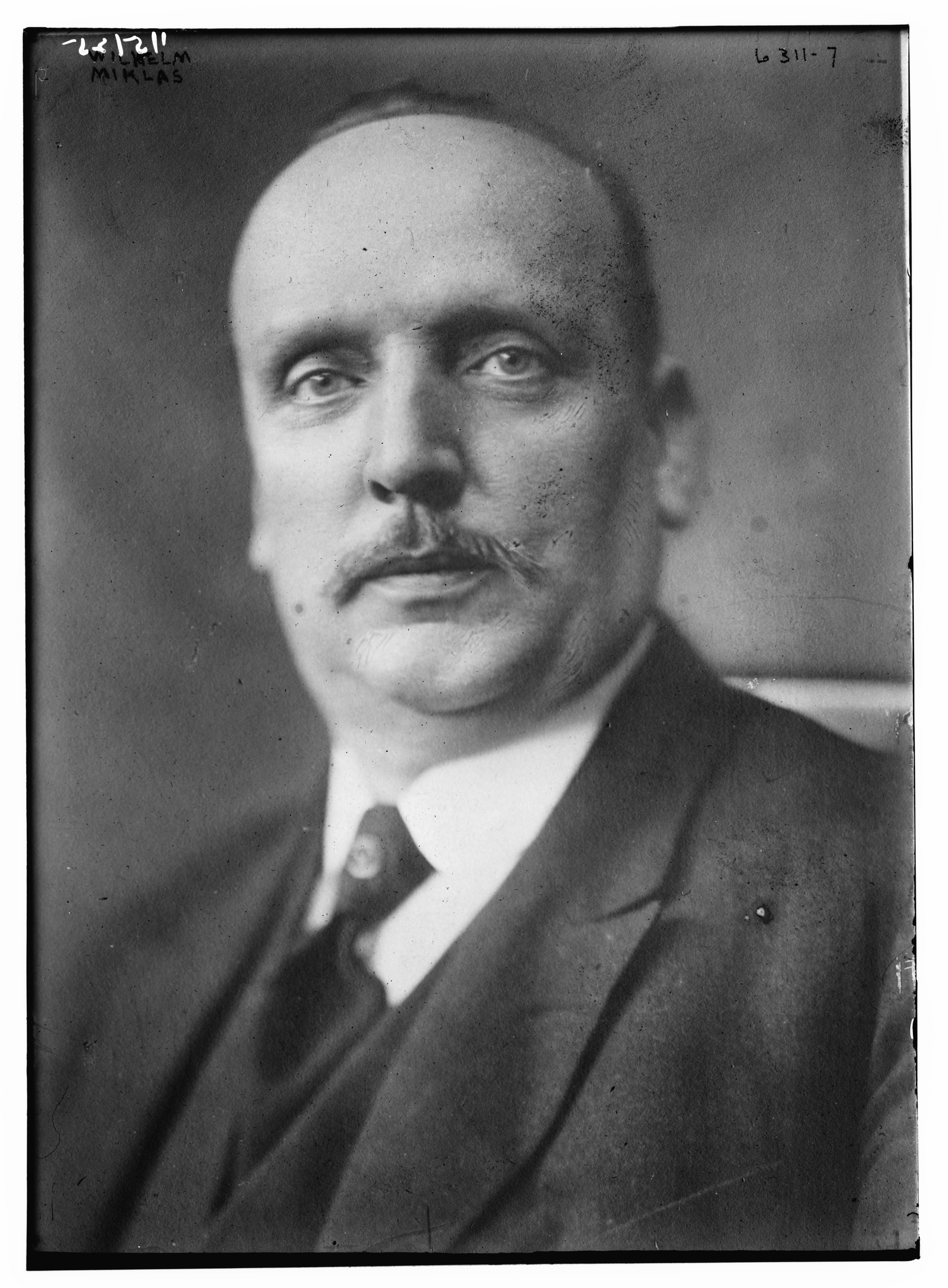
Wilhelm Miklas

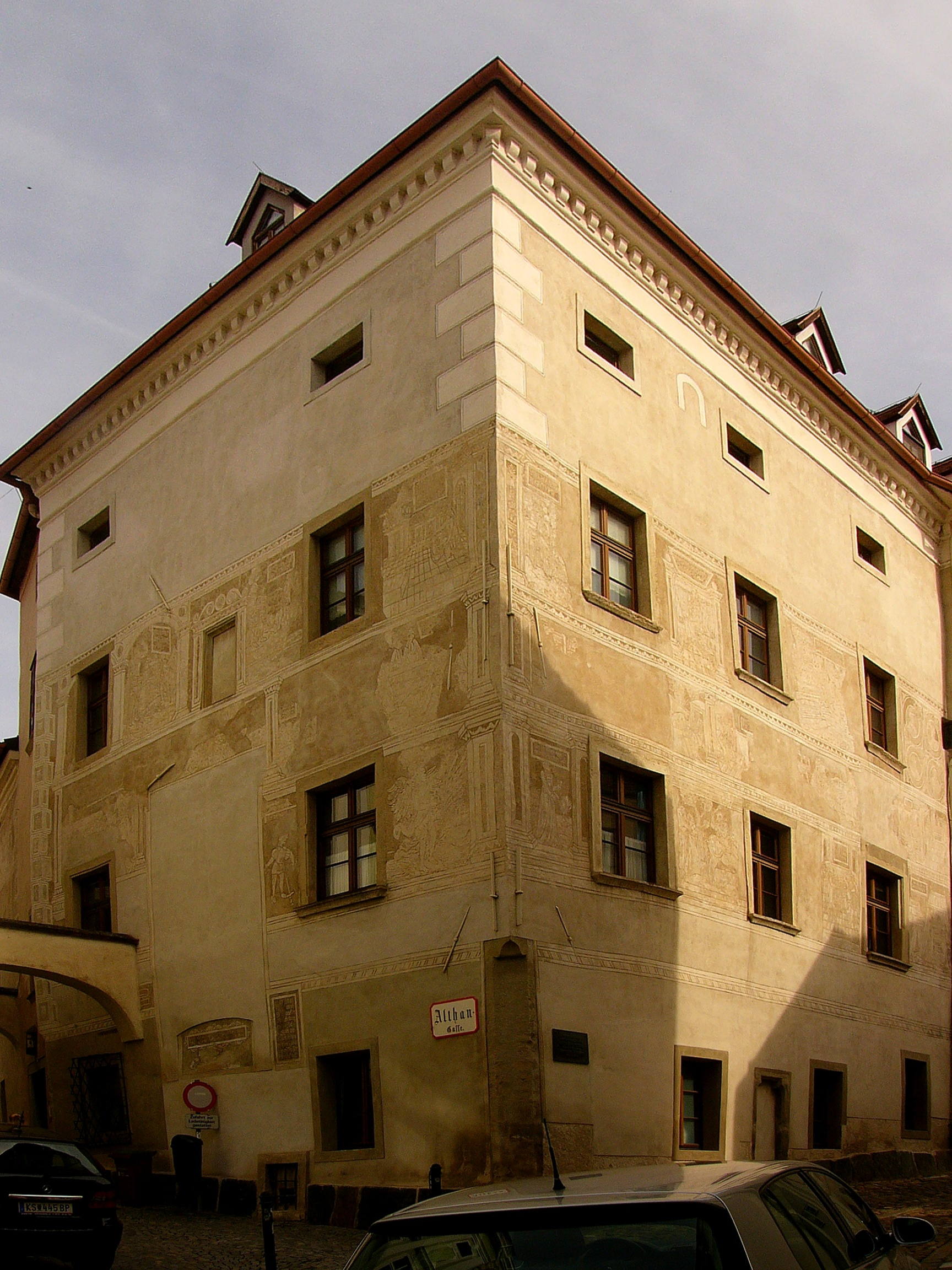
Das Geburtshaus von Wilhelm Miklas in der Althangasse in Krems

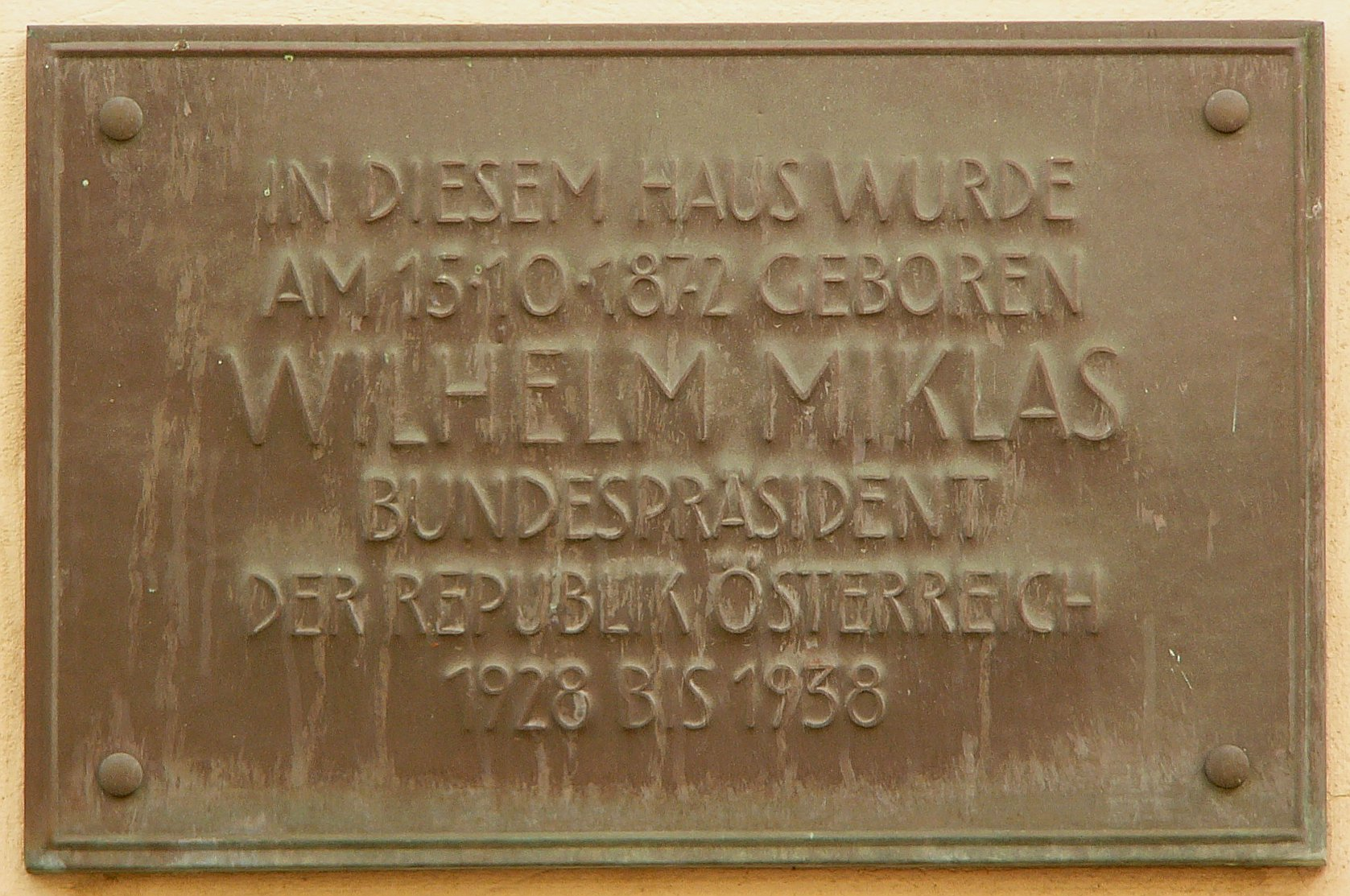
Gedenktafel am Geburtshaus von Wilhelm Miklas

Wilhelm Miklas (* 15. Oktober 1872 in Krems an der Donau, Niederösterreich; † 20. März 1956 in Wien) war ein österreichischer Politiker (CS). Von 1928 bis Mai 1934 war er Bundespräsident der Republik Österreich und anschließend bis 13. März 1938 Bundespräsident des diktatorisch regierten Bundesstaats Österreich.

## Leben
Wilhelm Miklas, Sohn und erstes von acht Kindern eines Postbeamten und einer Kremser Weinbauerntochter, besuchte das Stiftsgymnasium Seitenstetten und studierte anschließend an der Universität Wien Geschichte und Geographie. Er war Mitglied der KÖStV Austria Wien, damals im CV, jetzt im ÖCV und der heutigen MKV-Verbindung Waldmark Horn. Nach der Lehramtsprüfung unterrichtete er ab 1895 in Triest, Prossnitz und Waidhofen an der Thaya. Von 1905 bis 1922 war er Direktor am Gymnasium Horn. Er soll rückblickend die Zeit seiner Lehrtätigkeit als seine glücklichsten Jahre beschrieben haben.
1907 begann er seine politische Karriere als Abgeordneter der Christlichsozialen Partei im Reichsrat und wurde 1911 wiedergewählt. Von 1909 bis 1918 war er auch Abgeordneter im Niederösterreichischen Landtag. Während des Ersten Weltkrieges musste der aufgrund seiner Tätigkeit längst vom Schuldienst beurlaubte Miklas wieder in Horn unterrichten, ein Herzfehler machte ihn für den Militärdienst untauglich.
Ab Oktober 1918 war er Mitglied der Provisorischen Nationalversammlung für Deutschösterreich und wurde im Februar 1919 in die Konstituierende Nationalversammlung für Deutschösterreich gewählt. Das Parlament wählte ihn in seinen Leitungsausschuss, den bis März 1919 bestehenden Staatsrat. Im März 1919 wurde Miklas Unterstaatssekretär für Kultus in der Staatsregierung Renner II. Er gehörte bis 20. November 1920 auch den beiden folgenden Regierungen Renner III und Mayr I an.
Als das Parlament am 12. November 1918 die Republik und den Anschluss an das Deutsche Reich beschloss, sprach sich der als Antimarxist und Legitimist geltende Miklas (angeblich als einziger) gegen diesen Anschluss aus. Er konnte jedoch die Beibehaltung der traditionellen rot-weiß-roten österreichischen Fahne durchsetzen.
1923 bis 1928 war Miklas Präsident des Nationalrates. Von der Bundesversammlung wurde er (durch Stimmenthaltung der Sozialdemokraten im dritten Wahldurchgang) als Nachfolger von Michael Hainisch am 10. Dezember 1928 zum Bundespräsidenten Österreichs gewählt und am 9. Oktober 1931 von der Bundesversammlung wiedergewählt, obwohl die Verfassungsnovelle 1929 die Volkswahl vorschrieb. Mit dieser Novelle wurde weiters die Amtsperiode des Bundespräsidenten auf sechs Jahre verlängert.
In der Krise um die sogenannte „Selbstausschaltung des Parlaments“ im März 1933 unterließ es Miklas, von der Bundesregierung Dollfuß I den nötigen Vorschlag zur Auflösung des Nationalrates und zu Neuwahlen einzufordern bzw. die diesbezüglich untätige Regierung durch eine verfassungstreue zu ersetzen, was ihm nach der Verfassung jederzeit möglich gewesen wäre. Miklas wurde in einer ihm am 20. September 1933 von Karl Seitz, Karl Renner und anderen Sozialdemokraten übergebenen Volksadresse (Petition), nach Aussagen der Einreicher von mehr als einer Million Bürgern unterstützt, aufgefordert, den Nationalrat wieder einzuberufen, tat dies aber nicht und setzte den verfassungswidrigen Aktionen der Regierung auch sonst nichts entgegen. Ebenso unterließ er es, von der Regierung die nötigen Vorschläge zur Besetzung vakanter Richterposten im Verfassungsgerichtshof zu verlangen, und war damit hauptverantwortlich für die Lahmlegung dieses Höchstgerichts.
Durch seine Passivität – er ließ sämtliche ihm von der Verfassung gegebenen Rechte, für eine verfassungstreue Regierung zu sorgen, ungenützt – ermöglichte es Miklas Engelbert Dollfuß, den austrofaschistischen Ständestaat zu errichten, der die Position des Bundespräsidenten unangetastet ließ. Felix Czeike bezeichnete Miklas’ Passivität als Versagen in der Staatskrise, merkte aber auch an, er sei dem Ständestaat mit zunehmender Ablehnung gegenübergestanden.

In postum entdeckten privaten Notizen äußerte sich Miklas kritisch zur Politik von Dollfuß und dessen Nachfolger Kurt Schuschnigg. Insbesondere kritisierte er dort die Wiedereinführung der Todesstrafe. Während öffentliche Kritik der Regierungspolitik ausblieb, notierte Miklas in seinem privaten Tagebuch: 

„Ist das noch ein Rechtsstaat? Nach der Zerstörung des Parlaments jetzt auch noch die Zerstörung des Verfassungsgerichtshofs. Das soll ein katholisches Gewissen aushalten!“

1934 scheiterte ein Versuch österreichischer Nationalsozialisten, Miklas im Rahmen des Juliputsches festzunehmen. Die Amtsräume des Bundespräsidenten befanden sich damals im von den Putschisten überfallenen Bundeskanzleramt; Miklas hielt sich aber zur Zeit des Putsches in Velden in Kärnten auf und konnte dort nicht, wie geplant, von einer Gruppe der Putschisten neutralisiert werden.
In seiner zweiten Amtsperiode ernannte er nach dem Rücktritt Schuschniggs am Abend des 11. März 1938 auf Druck des NS-Regimes Arthur Seyß-Inquart zum Bundeskanzler. Von Miklas befragte Christlichsoziale hatten abgelehnt, das Amt zu übernehmen. Das Bundeskanzleramt auf dem Ballhausplatz, in dem auch der Bundespräsident amtierte, wurde „zum Schutz Miklas’“ von SS-Truppen umstellt. Als Seyß-Inquart das Anschlussgesetz zur Unterzeichnung vorlegte, entging Miklas der Unterzeichnung dadurch, dass er am 13. März 1938 seine Amtsgeschäfte niederlegte. Seine Funktionen als Staatsoberhaupt gingen damit auf den Bundeskanzler über, der das am gleichen Tag in Kraft tretende Gesetz unterzeichnete.
Die Frage, warum Miklas, der den Verfassungsbruch klar erkannte, nichts gegen Dollfuß, Schuschnigg und Seyß-Inquart unternahm, wird in der zeitgeschichtlichen Literatur häufig erörtert. Als Begründung wird angeführt, Miklas habe um seine vielköpfige Familie und deren Unterhalt gebangt und sich deshalb nicht getraut, seine Person und seine Funktion zu gefährden. Dieses Argument wurde schon am 11. März 1938 von Hermann Göring verwendet; in einem Telefonat mit dem deutschen Militärattaché in Wien, Wolfgang Muff, sagte er laut Mitschrift: „Na gut, bei 14 Kindern muß man vielleicht sitzen bleiben.“
Es ist bemerkenswert, dass die spätere Kritik der Sozialdemokraten sich weitestgehend auf die handelnden Politiker des Austrofaschismus konzentrierte und die entscheidenden Unterlassungen Miklas’ fast aussparte.
Die Zeit des Zweiten Weltkriegs verbrachte Miklas in seinem heute noch bestehenden Haus in Wien 3., Hainburger Straße 15 (nahe der heutigen U-Bahn-Station Rochusgasse) und seinem Sommerhaus am Wörthersee. Er bezog seine Bundespräsidentenpension und wurde auf Hitlers Weisung vom NS-Regime – im Unterschied zu anderen prominenten Exponenten des Ständestaates – nicht verfolgt.

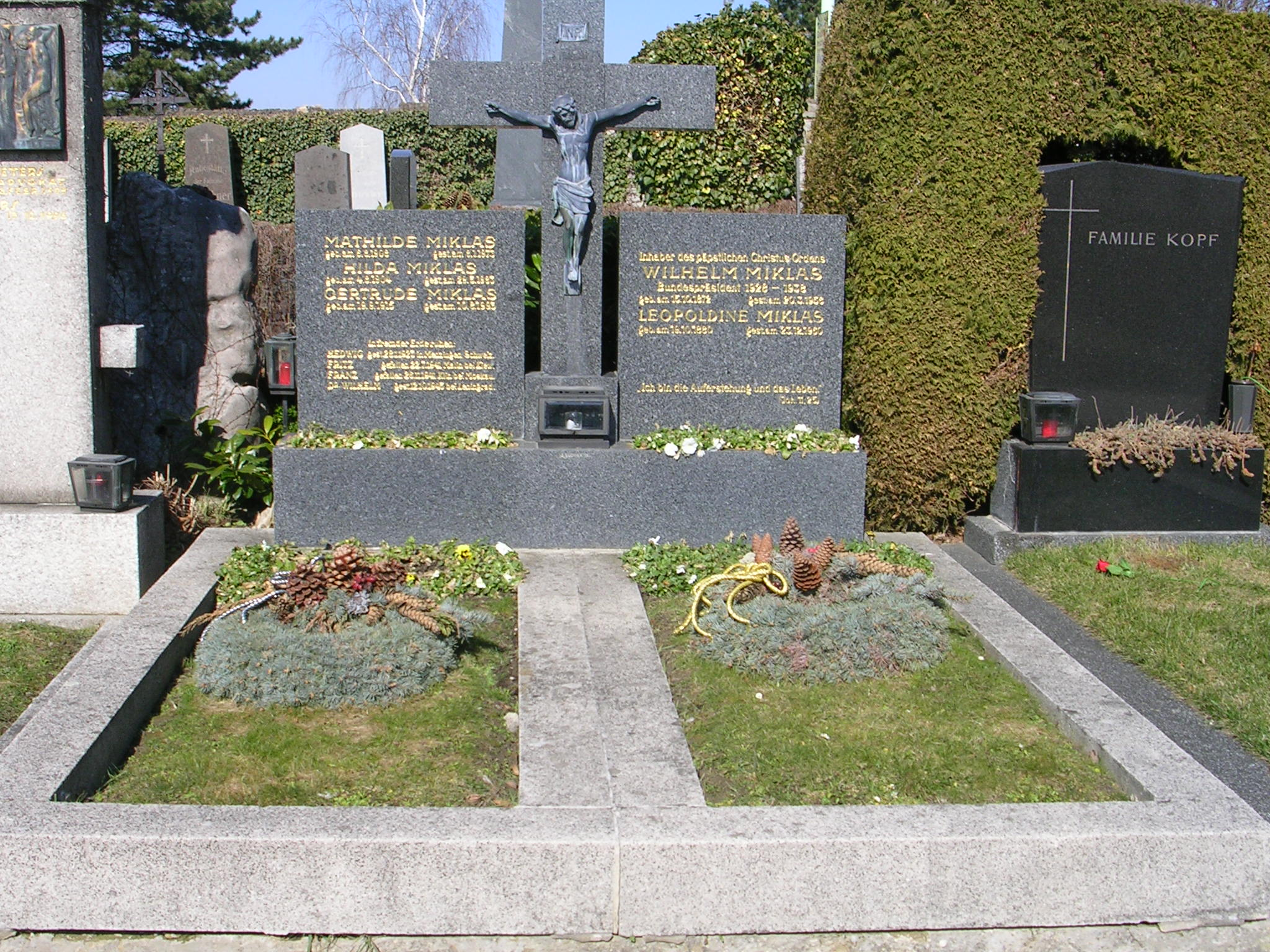
Grab von Miklas auf dem Friedhof Döbling

Nach 1945 übte Miklas keine politischen Funktionen mehr aus, obwohl er vorübergehend erneut als Kandidat für das Amt des Bundespräsidenten im Gespräch war, wogegen er sich jedoch sträubte. Im Jänner 1948 wurde Miklas für den Wilhelmstraßen-Prozess gegen Ernst von Weizsäcker et al. (Fall 11) vernommen. Das Tribunal reiste dazu eigens nach Wien. 
Nach seinem Tod wurde er am 24. März 1956 im Familiengrab auf dem Döblinger Friedhof (Gruppe 2, Reihe 2, Nummer 13A) beigesetzt.

## Familie
Miklas war praktizierender Katholik. Er heiratete 1900 die Horner Gastwirtstochter Leopoldine Heidinger und wurde Vater von zwölf Kindern. Von seinen sieben Söhnen fielen drei im Zweiten Weltkrieg.